# Waldemar Flaig

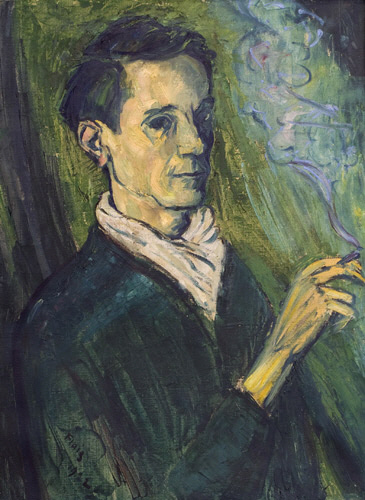
Waldemar Flaig: Selbstbildnis, 1922 (Franziskanermuseum Villingen)

Waldemar Flaig (* 27. Januar 1892 in Villingen; † 4. April 1932 in Villingen) war ein deutscher Maler des Expressionismus.

## Leben und Werk

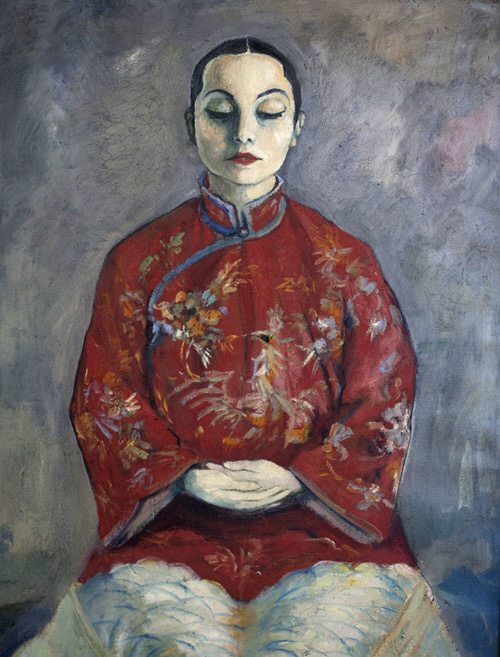
Tatjana Barbakoff in chinesischem Kostüm, 1927

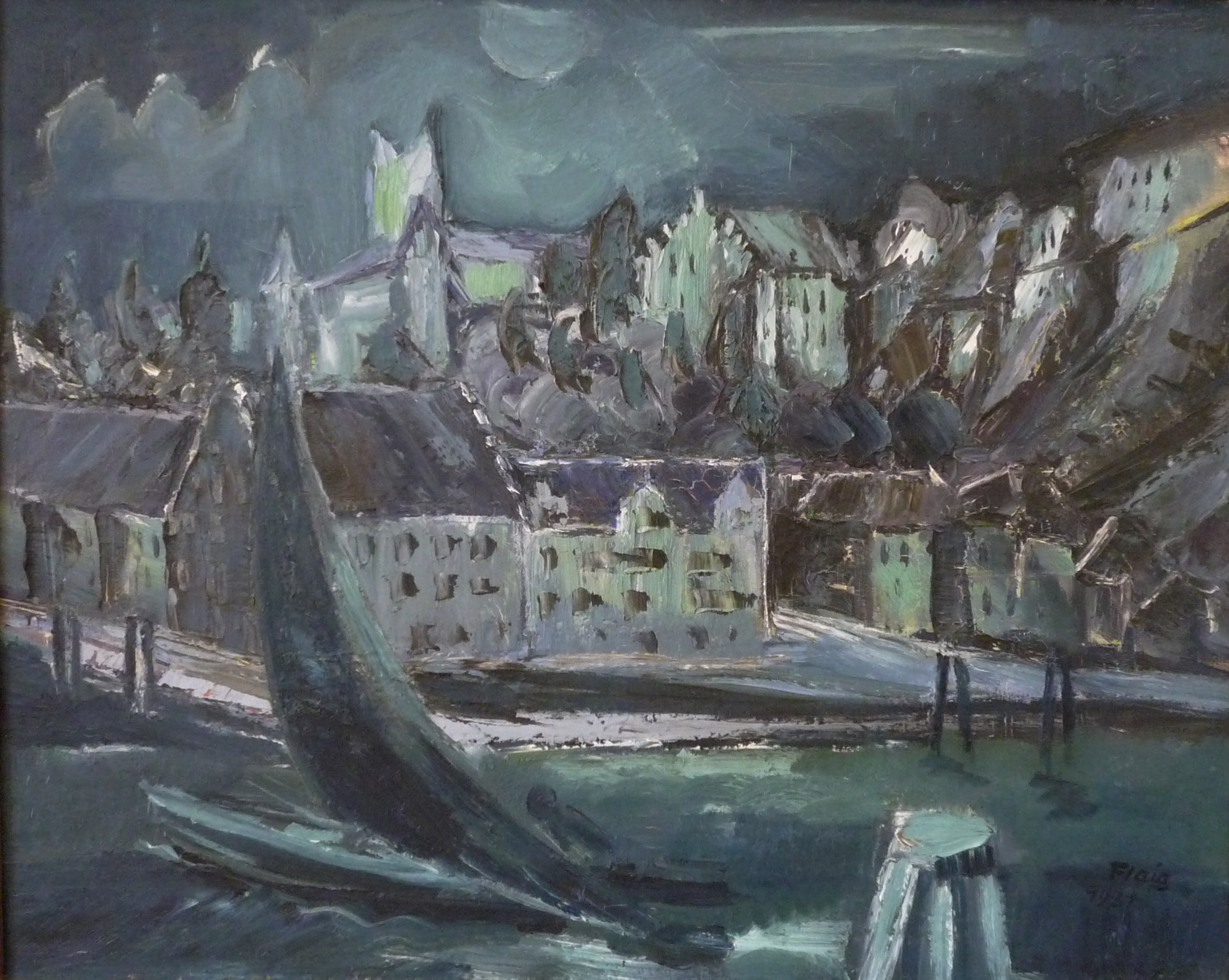
Mondnacht in Meersburg, 1931

Waldemar Flaig wuchs in Villingen auf, besuchte die Kunst- und Gewerbeschule Karlsruhe und 1911–1913 die Kunstakademie in München.
1915–1918 nahm er am Ersten Weltkrieg teil, den er in 76 Zeichnungen seines Kriegstagebuchs künstlerisch verarbeitete. 1918 verwundet, wurde er 1919 aus dem Lazarett entlassen. Nach einem kurzen Intermezzo als Mitinhaber der Kunstgewerblichen Werkstätten Huber-Flaig in Villingen zog er 1920 nach Meersburg. Dort war er fortan als freier Künstler tätig und konnte erste kommerzielle und künstlerische Erfolge in der Bodenseeregion verbuchen. Im gleichen Jahr heiratete er Maria Thoma aus Villingen († 1970).
1921 malte er für die Fassade des Konstanzer „Schreiberhäusles“ der Schriftstellerin Alice Berend ein Wandbild des „Reiters über den Bodensee“. Zu Flaigs bevorzugten Motiven gehörten religiöse Themen, Landschaften (vor allem der Bodensee und der Schwarzwald), die Stadt Meersburg und seine Kinder Hubert (1923–1943) und Erika (* 1927).
In den 1920er Jahren beschickte er Ausstellungen u. a. in Konstanz, Baden-Baden, Düsseldorf, Ulm und Dessau, wo er auch als Bühnenbildner des Anhaltischen Landestheaters tätig war. In Meersburg verbrachte er neben vielen Großstadtaufenthalten weiterhin die Sommer. Er schloss sich der internationalen Bodensee-Künstlervereinigung Der Kreis um Norbert Jacques an und malte Porträts berühmter Zeitgenossen, mit denen er bekannt war, darunter der Maler Otto Dix, die Schriftsteller Harriet Straub und Martin Andersen Nexø sowie mehrere Porträts der Tänzerin Tatjana Barbakoff. Flaig schuf auch Illustrationen zu mehreren Büchern und entwarf 1923 das Notgeld der Stadt Friedrichshafen.
1929 wirkte er bei der Ausstattung des Ballsaales des Schnelldampfers Bremen mit; 1930–1931 folgten Fresken für ein Privathaus, das Pfarrhaus und die Leichenhalle in Meersburg, die Kirche in Hochemmingen und die beiden Kapellen des Krankenhauses in Villingen (heute Landesberufsschule für das Hotel- und Gaststättengewerbe). Flaigs Gesundheitszustand verschlechterte sich ab 1931; bei einem Aufenthalt zu einer medizinischen Behandlung starb er 1932 in seiner Geburtsstadt.
1937 wurden in der Nazi-Aktion „Entartete Kunst“ aus der Wessenberg-Galerie Konstanz seine Bilder Christnacht (Öl auf Leinwand, 60 × 50 cm) und Die Tänzerin Tatjana Barbakoff (Öl auf Leinwand, 97 × 79 cm) beschlagnahmt und vernichtet.

## Spätere Rezeption
1942 fand eine Gedächtnisausstellung im Wessenberghaus in Konstanz statt, 1951 folgte eine Ausstellung der Städtischen Galerie München. 1974 zeigte die Stadt Villingen-Schwenningen eine Ausstellung; 1992 zusammen mit Meersburg eine Gedächtnisausstellung. In Meersburg erinnerte 2002 die Ausstellung „Zwischen den Zeiten“ an sein Werk. Die Galerie im Neuen Schloss Meersburg zeigt in ihrer Dauerausstellung mehrere Gemälde. Eine größere Anzahl von Gemälden Flaigs besitzt das Franziskanermuseum Villingen.